# Peter Ciavaglia
Peter Anthony Ciavaglia (Albany, 15 luglio 1969) è un ex hockeista su ghiaccio statunitense.

## Carriera

### Club
Dopo essersi diplomato alla Nichols High School di Buffalo nel 1987, Peter fu scelto nell'Entry Draft dai Calgary Flames al settimo giro. Scelse di proseguire gli studi iscrivendosi all'Università di Harvard e giocò nella formazione dell'ateneo, vincendo un titolo NCAA e numerosi trofei individuali. Dal 1991 al 1993 giocò nell'organizzazione dei Buffalo Sabres, quasi sempre con la formazione affiliata in AHL dei Rochester Americans. L'anno successivo giocò in Elitserien con il Leksands IF. Nelle sei stagioni successive fece ritorno in Nordamerica nella International Hockey League con i Detroit Vipers, conquistando nel 1997 la Turner Cup. Quell'anno grazie a 33 punti in 21 gare di playoff Ciavaglia vinse il trofeo di miglior giocatore dei playoff. Dopo sei stagioni a Detroit nel 2000 decise di ritirarsi.

### Nazionale
Ciavaglia giocò per gli Stati Uniti in occasione del Mondiale Under-20 del 1989, con 5 punti in 7 partite. Nella stagione trascorsa in Europa giocò alcuni incontri con il Team USA in vista delle rassegne iridate e olimpiche, con 11 punti in 18 apparizioni. Nella primavera del 1994 disputò sia il Campionato mondiale che il torneo olimpico di Lillehammer.

## Palmarès

### Club
- Turner Cup: 1

Detroit Vipers: 1996-1997
- NCAA Championship: 1

Harvard: 1988-1989

### Individuale
- Norman R. "Bud" Poile Trophy: 1

1996-1997
- ECAC Hockey:

Second All-Star Team: 1988-1989
First All-Star Team: 1990-1991
Player of the Year: 1990-1991